# Donald O. Aldridge

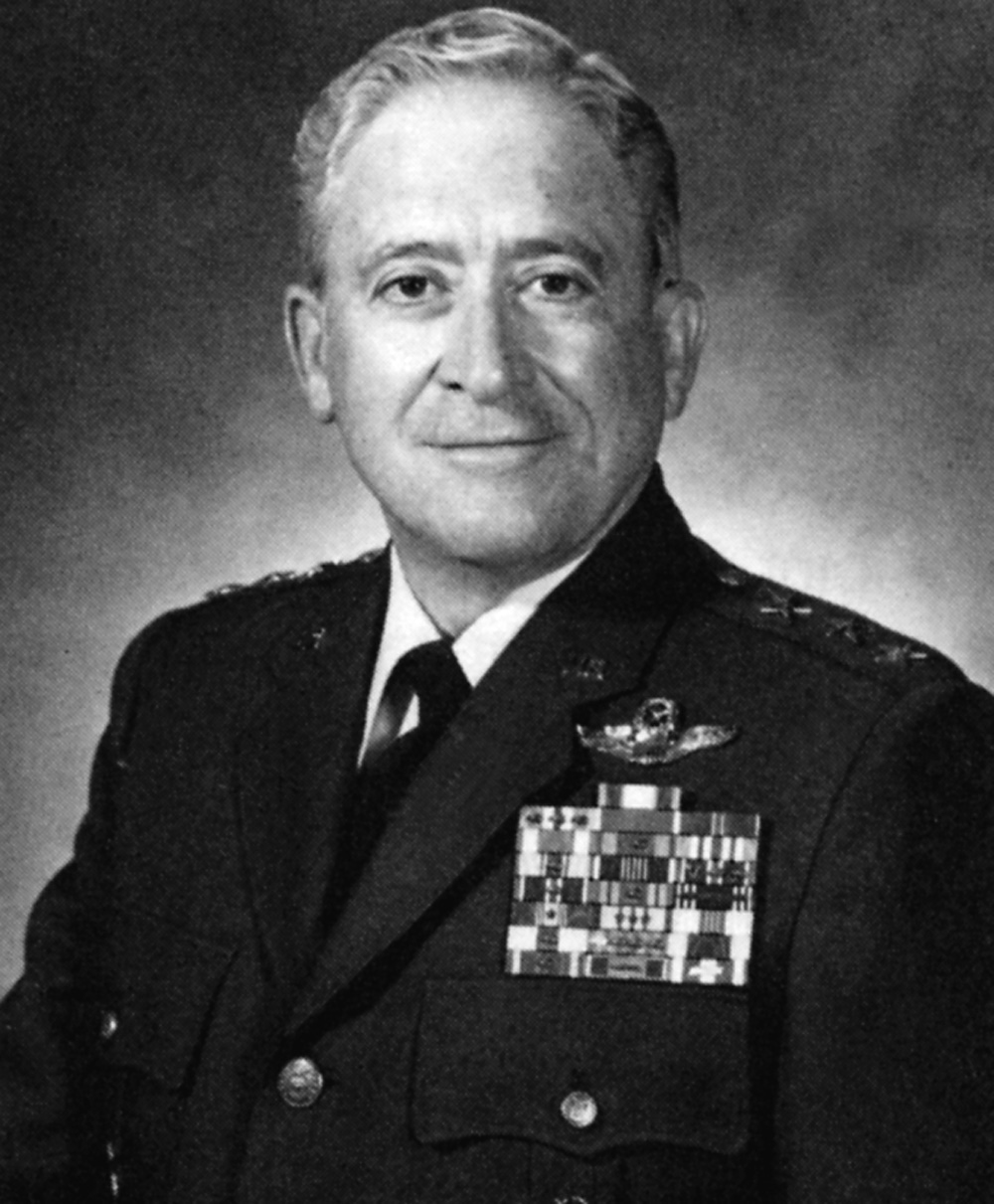
Donald O. Aldridge

Donald O’Neal Aldridge (* 22. Juli 1932 in Solo, Missouri) ist ein ehemaliger US-amerikanischer Generalleutnant der US Air Force, der unter anderem zuletzt von 1988 bis 1991 stellvertretender Oberkommandierender des Strategischen Luftwaffenkommandos SAC (Strategic Air Command) war.

## Leben

### Ausbildung zum Luftwaffenoffizier
Aldridge absolvierte ein Geschichtsstudium an der University of Nebraska und schloss dieses mit einem Bachelor of Arts (B.A. History) ab. Er trat im April 1951 in die US Air Force ein und nahm an einem Russisch-Sprachkurs teil, den er im Juni 1955 beendete. Zu dieser Zeit begann er seine militärische Ausbildung an der Officer Candidate School und wurde nach deren Abschluss im März 1958 zum Leutnant (Second Lieutenant) befördert. Nach Beendigung der fliegerischen Grundausbildung auf dem Militärflugplatz Moore Air Force Base und der Pilotengrundausbildung auf dem Luftwaffenstützpunkt Greenville Air Force Base schloss er im Juni 1960 seine Kampfflugzeugausbildung auf dem sechsstrahligen strategischen Bomber Boeing B-47 „Stratojet“ ab. Danach fand er Verwendung als Copilot von Boeing B-47 sowie als Flugzeugkommandeur beim 44. Bombergeschwader (44th Bombardment Wing) sowie beim 68. Bombergeschwader (68th Bombardment Wing), die beide auf dem Luftwaffenstützpunkt Chennault Air Force Base stationiert waren. Zeitweise absolvierte er ein postgraduales Studium im Fach Internationale Beziehungen an der Creighton University.
Im Januar 1963 begann Aldridge eine weitere Kampfflugzeugausbildung für den achtstrahligen Langstreckenbomber Boeing B-52 „Stratofortress “ auf dem Luftwaffenstützpunkt Castle Air Force Base. Im Anschluss war er Boeing B-52-Copilot, Flugzeugkommandeur und Flugausbilder beim 17. Bombergeschwader (17th Bombardment Wing) auf dem Stützpunkt Wright-Patterson Air Force Base. Während dieser Zeit schloss er 1963 auch die Squadron Officer School (SOS) sowie den Zentralen Fluglehrerkurs auf der Castle Air Force Base ab. Im Februar 1967 wurde er zu dem auf dem Stützpunkt Castle Air Force Base stationierten 93. Bombergeschwader (93rd Bombardment Wing) versetzt, wo er Boeing B-52-Flugsimulatorausbilder war. Bereits im August 1967 wechselte er als Fluglehrer zur Ausbildungsschule für B-52-Besatzungen und versah zwischen Oktober 1968 und Februar 1969 während des Vietnamkrieges Dienst auf dem Luftwaffenstützpunkt Kadena Air Base in Okinawa als Kontrolloffizier für Flugzeugbesatzungen bei B-52- und Boeing KC-135 „Stratotanker“-Einsätzen sowie als Startkontrolloffizier bei B-52-Einsätzen in Südostasien. Im Februar 1969 kehrte er auf den Stützpunkt Castle Air Force Base zurück und befasste sich dort anfangs mit Studien zu Kriegseinsätzen in Notfällen. Anschließend war er dort Leiter des Referats für Einsatzoperationen sowie seit Ende 1970 zusätzlich auch Leiter des Referats für nichttaktische Standardisierung.
Nach dem Besuch des Air Command and Staff College (ACSC) auf der Maxwell-Gunter Air Force Base wurde Aldridge im Juni 1972 zunächst Chef für nichttaktische Operationen beim 43. Strategischen Geschwader (43rd Strategic Wing) auf der Andersen Air Force Base in Guam und danach im September 1972 stellvertretender Vize-Kommandeur dieses Geschwaders für Operationen. Als solcher kommandierte er während der Operation Linebacker II im Dezember 1972 den Angriff eines aus zwölf B-52-D-Flugzeugen bestehenden Angriff auf Hanoi. Anschließend war er zwischen Februar und August 1972 Stabsoffizier für Verwaltung (Executive Officer) des 43. Strategischen Geschwaders sowie des 72. Provisorischen Bombergeschwaders (72nd Bombardment Wing, Provisional) und daraufhin Sonderassistent sowie Verwaltungsstabsoffizier beim 303. Provisorischen zusammengelegten Instandhaltungsgeschwader (303rd Consolidated Maintenance Wing).
Im November 1973 wurde Aldridge zum Vereinigten Planungsstab für strategische Ziele auf den Luftwaffenstützpunkt Offutt Air Force Base verlegt und war dort nacheinander Operationsplanungsoffizier, Leiter einer Planungsgruppe, Planungsoffizier für Nuklearoptionen sowie zuletzt stellvertretender Chef für Streitkräfteanwendungen. Während dieser Zeit entwickelte er die planerischen Ansätze zur Einführung eines Wandels in der US-amerikanischen Nuklearpolitik und war für die Zusammenfassung der einzelnen operativen Planberichte für die Vereinigten Stabschefs JSC (Joint Chiefs of Staff), die vereinigten und spezialisierten Kommandos verantwortlich.

### Aufstieg zum Generalleutnant
Nach dem Abschluss des National War College (NWC) in Fort Lesley J. McNair wurde Aldridge im Juni 1977 ins Hauptquartier der US Air Force in Washington, D.C. versetzt, wo er stellvertretender Chef der Abteilung strategische Kräfte der Stabsabteilung Planung beim stellvertretenden Chef des Luftwaffenstabes für Planung und Operationen wurde. Dort wurde er im April 1978 stellvertretender Vize-Leiter der Stabsabteilung Planung für vereinigte Angelegenheiten sowie später stellvertretender Vize-Leiter der Stabsabteilung Planung für vereinigte Angelegenheiten und Angelegenheiten des Nationalen Sicherheitsrates NSC (National Security Council). Danach arbeitete er von März 1979 bis April 1980 als Sonderassistent beim Direktor für vereinigte Angelegenheiten bei den Vereinigten Stabschefs und wechselte danach im April 1980 zur Agentur für Verteidigungskartografie DMA (Defense Mapping Agency). Dort war er zunächst stellvertretender Leiter der Abteilung für Planung und Anforderungen und wurde schließlich im Juni 1981 stellvertretender Direktor der DMA.
Im September 1981 wechselte Aldridge zur NATO nach Brüssel und wurde dort stellvertretender Militärische Vertreter im NATO-Militärausschuss. Nach seiner Rückkehr in die USA wurde er im Juni 1983 Vertreter der Vereinigten Stabschefs bei den Gesprächen zum Strategic Arms Reduction Treaty (START I) und fungierte nach dem Treffen zwischen US-Außenminister George P. Shultz und dem sowjetischen Außenminister Andrei Gromyko im Januar 1985 in Genf als Vertreter der Vereinigten Stabschef für strategische Offensivsysteme bei den neuen Nuklear- und Weltraumgesprächen mit der Sowjetunion in Washington, D.C. und in Genf. Zusätzlich wurde er im April 1986 stellvertretender Chefunterhändler für strategische Systeme. Im Oktober 1986 wurde er Befehlshaber der auf der Vandenberg Air Force Base stationierten 1. Strategischen Luftdivision (1st Strategic Aerospace Division).
Zuletzt wurde Aldridge am 9. September 1988 Nachfolger von Generalleutnant Kenneth L. Peek, Jr. als stellvertretender Oberkommandierender des Strategischen Luftwaffenkommandos SAC (Strategic Air Command). Auf diesem wurde er am 1. Oktober 1988 zum Generalleutnant befördert und bekleidete die Funktion als stellvertretender Oberkommandierender des SAC bis zum 30. Mai 1991. Sein Nachfolger wurde daraufhin am 1. Juni 1991 Generalleutnant Leo W. Smith II.
Aldridge, der als Pilot mehr als 5.000 Flugstunden absolvierte und 35 B-52-Kampfeinsätze in Südostasien flog, wurde mehrfach ausgezeichnet. Ihm wurde unter anderem die Air Force Distinguished Service Medal, die Defense Superior Service Medal mit drei Eichenlaubblättern, der Legion of Merit, die Bronze Star Medal, die Meritorious Service Medal, die Air Medal mit Eichenlaubblatt, die Joint Service Commendation Medal sowie die Air Force Commendation Medal mit Eichenlaubblatt sowie die Army Commendation Medal verliehen.